# 拉班達

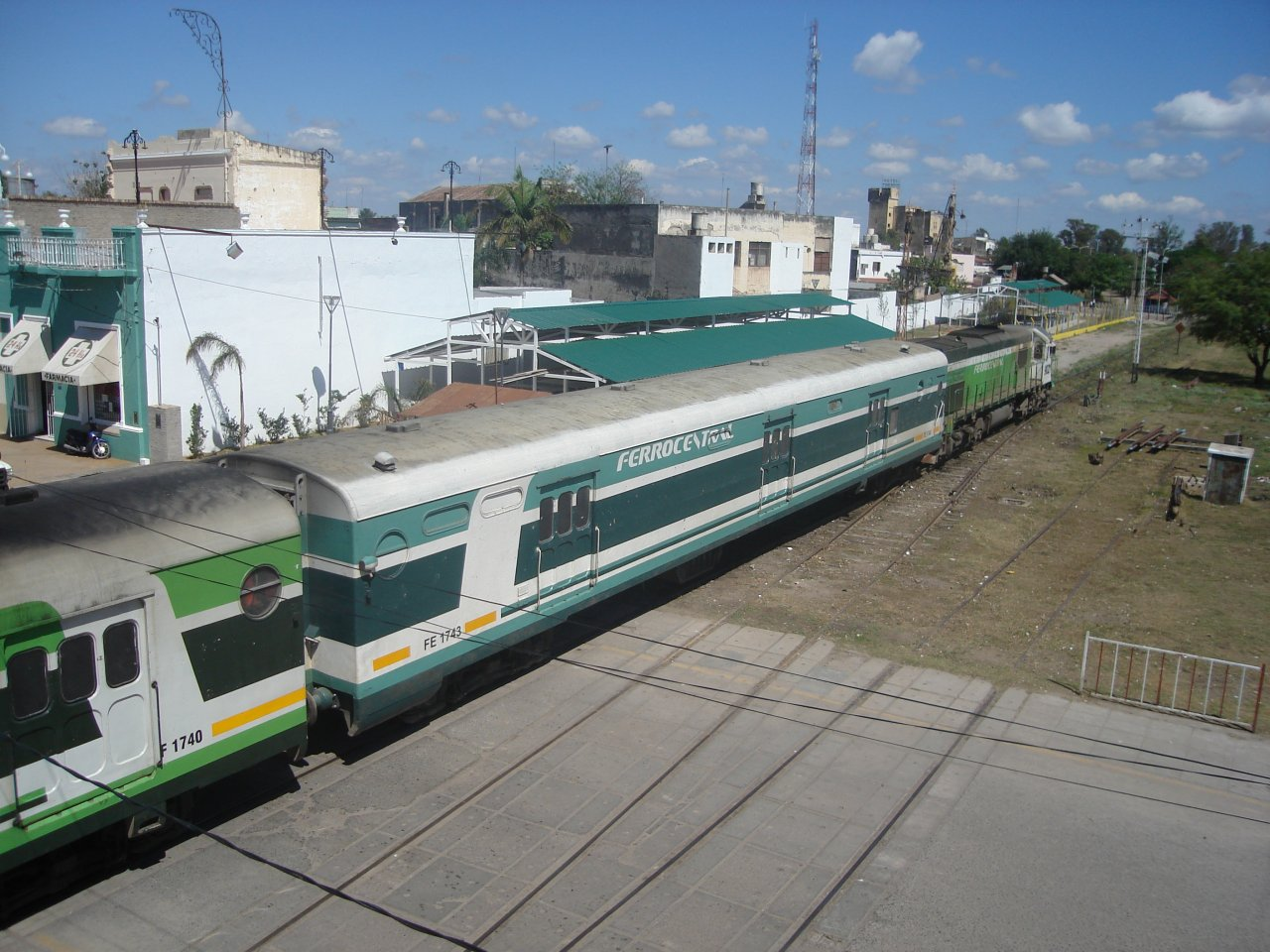
拉班達

拉班達（La Banda）是阿根廷的城市，位於該國北部，距離首府聖地亞哥－德爾埃斯特羅8公里，由聖地亞哥－德爾埃斯特羅省負責管轄，海拔高度177米，2001年人口95,178。

## 外部連結
- Municipality of La Banda — Official website.